# Camaleonte chimico
Il camaleonte chimico è una reazione redox, ben nota dalle dimostrazioni in aula, che sfrutta gli evidenti cambiamenti di colore associati ai vari stati di ossidazione del manganese.
Johann Rudolph Glauber riportò la prima descrizione della produzione del permanganato di potassio (KMnO4) quando notò che il diossido di manganese (MnO2) (come il minerale pirolusite) poteva essere fatto reagire ad alte temperature con gli alcali per ottenere un materiale che si scioglieva in acqua per dare una soluzione verde che poi lentamente si trasformava in un viola-rosso. Questo processo, simile a quello ancora utilizzato nella produzione del permanganato di potassio, ossidava il diossido di manganese a manganato di potassio che, acidificato dall'anidride carbonica assorbita dall'aria, si ossidava ulteriormente a permanganato di potassio viola.
La reazione chimica del camaleonte mostra il processo inverso, riducendo il permanganato di potassio viola prima a manganato di potassio verde, e infine a diossido di manganese marrone:
{\displaystyle {\ce {KMnO4\mathrm {(viola)} ->K2MnO4\mathrm {(verde)} ->MnO2\mathrm {(sospensione\,marrone/gialla)} }}}
L'ipomanganato di potassio (K3MnO4) blu può anche formarsi come intermedio
| Stati di ossidazione del manganese | Stati di ossidazione del manganese                               |
| ---------------------------------- | ---------------------------------------------------------------- |
| +7                                 | Permanganato di potassio ({\displaystyle {\ce {KMnO4}}}) (viola) |
| +6                                 | Manganato di potassio ({\displaystyle {\ce {K2MnO4}}}) (verde)   |
| +5                                 | Ipomanganato di potassio ({\displaystyle {\ce {K3MnO4}}}) (blu)  |
| +4                                 | Diossido di manganese ({\displaystyle {\ce {MnO2}}}) (giallo)    |

La reazione procede in condizioni alcaline sotto l'influenza di un agente riducente. L'idrossido di sodio (NaOH), l'idrossido di potassio (KOH) e l'idrossido di ammonio (NH4OH) possono essere utilizzati per alcalinizzare la soluzione di permanganato, mentre è possibile utilizzare una varietà di agenti riducenti come gli zuccheri.
Una dimostrazione simile prevede l'immersione della carta in una soluzione di permanganato alcalinizzato, che produce gli stessi cambiamenti di colore quando la carta viene ossidata e il permanganato ridotto.